# Morgenschwarm
Morgenschwarm (englischer Titel: Morning Flirt) ist ein Kurzfilm aus dem Jahr 2005. Regisseur und Drehbuchautor in Personalunion war Thomas Fröhlich. Der Film wurde in Berlin gedreht. Er hatte am 25. Oktober 2005 seine Free-TV-Premiere auf ARTE.

## Handlung
Nur das Auftauchen einer schönen Frau gibt dem öden Arbeitsweg des Büroangestellten einen Sinn. Jeden Tag freut er sich auf die Begegnung an der Straßenbahnhaltestelle, bis die schöne Frau eines Morgens mit einem anderen Mann auftaucht.

## Ehrungen
Morgenschwarm erhielt zwei Auszeichnungen: Zum einen wurde er als Bester Spielfilm beim nationalen Wettbewerb des Filmfestes Dresden geehrt, zum anderen verlieh ihm die Filmbewertungsstelle Wiesbaden das Prädikat „wertvoll“. Darüber hinaus bekam der Film eine Nominierung für den Ostfriesischen Kurzfilmpreis beim Internationalen Filmfest Emden im Kurzfilmwettbewerb und eine Nominierung für den PRINZ-Filmpreis 2005.